# 先玉335
先玉335是中国敦煌种业、登海种业两家公司生产的一种玉米种子及其植物品种的称谓。

## 简介
先玉335玉米种子登记的中国国家审批号是“国审玉2004017/国审玉2006026”，是由敦煌种业、登海种业与美国杜邦公司的全资子公司美国先锋公司的合资公司生产的种子产品。据中国大陆上市公司登海种业的2010年中期报告，先玉335是其2010年中期盈利的最大贡献来源。
据报道，先玉335在2000年开始在中国本土培育，2004年开始市场推广。通过大量的销售人员，先玉335的种植范围在几年内大幅度扩展。在2010年，有报道指山西的一些地方，先玉335的种植率达到80%到90%。
杜邦全球副总裁、先锋中国区总经理倪博（William S. Niebur）曾于2010年表示，将会在中国市场推广其它玉米品种以降低对先玉335的盈利依赖。当时媒体也表示孟山都正在研发可在中国东北和华北地区推广的玉米新品种。
2011年3月，在中国大陆地区种植面积已经排名第二的玉米品种“先玉335”，意外落选了农业部2011年《农业主导品种和主推技术推介发布》，推介的26个玉米品种中没有包含先前备受争议的“先玉335”。

## 特性
先玉335对茎腐病、黑粉病、弯孢菌叶斑病、大斑病、小斑病、矮花叶病和玉米螟有一定抗性。它在黄河淮河地区生育期为98天。中国农业部谷物中心北京质量检测中心对先玉335进行的检查资料显示，容重是776克每升，淀粉含量为72.55%，蛋白质含量为10.91%，脂肪含量是4.01%，赖氨酸含量是0.33%。
杜邦公司资料称，先玉335是美国先锋公司选育的产品。其母本PH6WC，父本PH4CV。PH4CV获得了美国专利（美国专利号： 6,897,363 B1）

## 媒体负面报导
2010年9月17日，《国际先驱导报》记者金微报导先玉335的种植区域出现大面积的老鼠或其它动物死亡的迹象，并质疑先玉335是否为转基因种子，该报道之后被众多媒体转载。对此报道两家中国公司均回应先玉335为非转基因种子。上市公司敦煌种业、登海种业的股价在2010年9月21日均出现不同程度的下跌。随后山西农业厅称“报道所述的因果关系缺失科学依据”，并指先玉335是经种鉴定的杂交品种。至9月21日杜邦公司在其官方网站声明指出“先玉335”并不是转基因玉米，论文提及的内容只是说明先玉335可以应用于转基因实验。
科普作家方舟子在9月19日撰文《〈国际先驱导报〉又造谣抹黑转基因》，指先玉335“被《国际先驱导报》歪曲成是转基因的”，该报道作者金微“一贯靠造谣抹黑转基因，早就被多次揭穿过，还出来表演，真是痴心不改。”
有中国大陆的媒体文章指，中国必须注意掌握种子培育的主导权。
至当年9月30日，中国农业部称，先玉335未检出转基因成分。

## 延伸阅读
- 先锋良种公司山东登海-先锋种业先玉335介绍（页面存档备份，存于）
- 先锋良种公司敦煌种业-先锋良种先玉335介绍（页面存档备份，存于）
- 媒体提及的相关专利文章（页面存档备份，存于）